# Clifton Sandvliet
Clifton Sandvliet (ur. 18 sierpnia 1977 w Paramaribo) - były surinamski piłkarz, napastnik reprezentacji Surinamu. Zakończył swoją karierę piłkarską w 2012.
Clifton Sandvliet jest rekordzistą pod względem meczów i goli w reprezentacji Surinamu.

## Kariera klubowa
W latach 2000–2003 występował w klubie Surinaams National Leger. W sezonie 2001/2002 został królem strzelców SVB-hoofdklasse z dorobkiem 24 goli. W 2003 został zawodnikiem Transvaal Paramaribo. Występował tam przez jeden sezon, strzelając 10 goli w 24 meczach. Następnie podpisał kontrakt z Walking Bout Company Paramaribo. W sezonie 2005/2006 po raz drugi w karierze zdobył koronę króla strzelców SVB-hoofdklasse. Swoją karierę zakończył w 2012.

## Kariera reprezentacyjna
| Reprezentacja Surinamu | Reprezentacja Surinamu | Reprezentacja Surinamu |
| Rok                    | Mecze                  | Gole                   |
| ---------------------- | ---------------------- | ---------------------- |
| 2000                   | 3                      | 0                      |
| 2001                   | 3                      | 2                      |
| 2002                   | 2                      | 1                      |
| 2004                   | 7                      | 4                      |
| 2006                   | 3                      | 0                      |
| 2008                   | 12                     | 5                      |
| Razem                  | 30                     | 12                     |

## Sukcesy

### Klubowe
- Mistrzostwo Surinamu (2): 2005/06, 2008/09
- Puchar Surinamu (2): 2006, 2009

### Indywidualne
- Król strzelców SVB-hoofdklasse (2): 2001/02, 2005/06
- Najlepszy piłkarz SVB-hoofdklasse (2): 2005, 2006
- Złoty but SVB-hoofdklasse (7): 1999, 2001, 2002, 2003, 2004, 2005, 2006